# Draba oreades

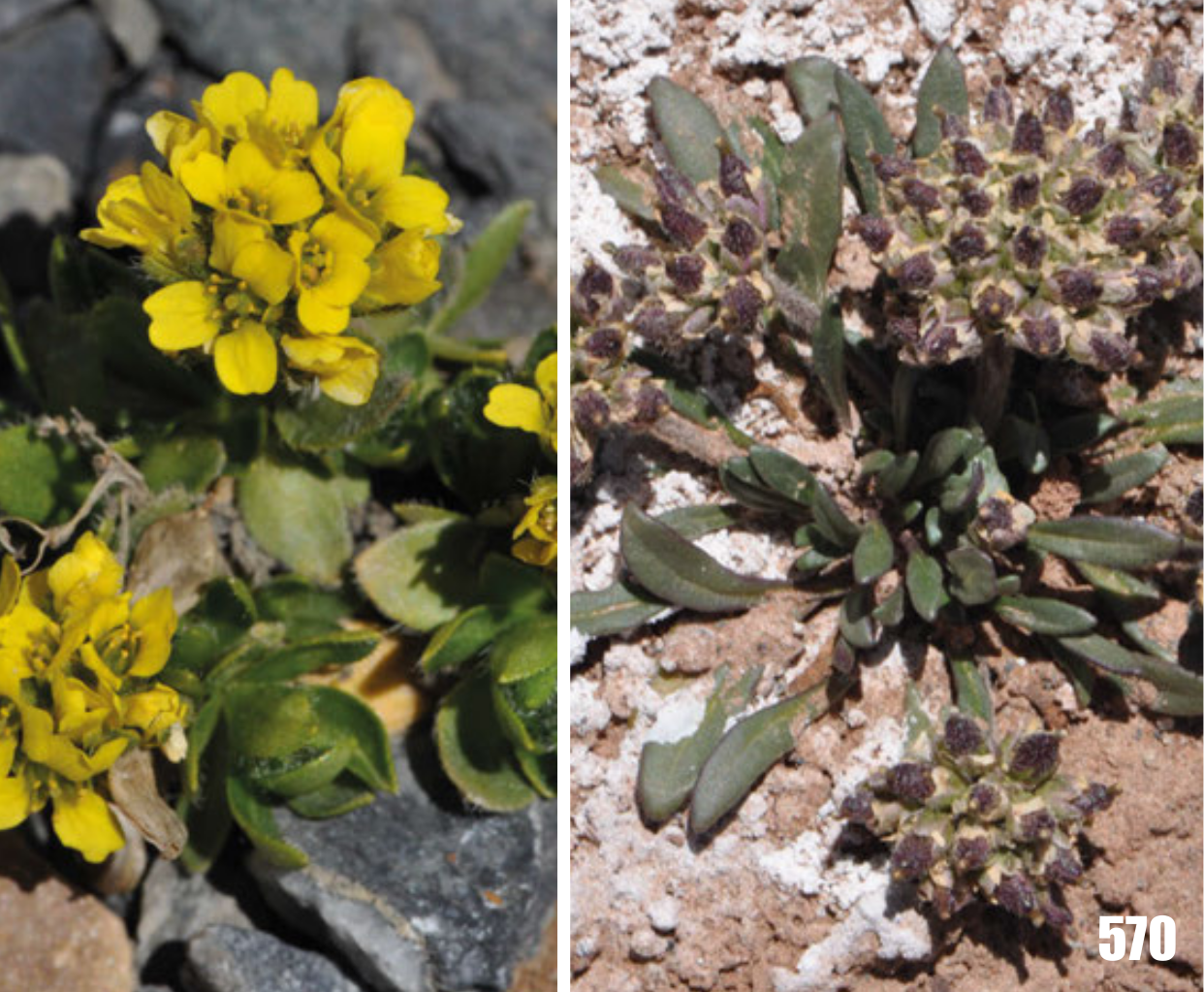
Draba oreades

Draba oreades är en korsblommig växtart som beskrevs av Alexander Gustav von Schrenk. Draba oreades ingår i släktet drabor, och familjen korsblommiga växter. Inga underarter finns listade i Catalogue of Life.